# Trinidad Morgades Besari
Trinidad Morgades Besari (24 de abril de 1931 — 10 de outubro de 2019) foi uma escritora, linguista, acadêmica e diplomata da Guiné Equatorial. Foi uma da maiores estudiosas da variante espanhola da Guiné Equatorial, bem como das demais línguas nativas do país.

## Biografia
Morgades Besari nasceu em Malabo (antiga Santa Isabel) em 24 de abril de 1931. Mudou ainda criança com seus pais para as Ilhas Canárias, onde frequentou a escola primária em Tenerife; já em Barcelona, na Espanha, concluiu seus estudos secundários. Graduou-se na Universidade de Barcelona, em 1958, em filosofia e letras, tornando-se a primeira mulher guinéu-equatoriana a receber um diploma universitário.

### Carreira
Em 1959, Morgades Besari tornou-se professora de Linguagem e Literatura na Instituto de Ensino Médio de Santa Isabel, em Malabo. Ela participou da Conferência da OMS em Adis Abeba em 1964 e foi nomeada eiretora do Instituto de Bacharelado Cardenal Cisneros da Universidade de Alcalá, em 1965.
Após a independência da Guiné Equatorial, Morgades Besari foi nomeada Primeira Secretária na embaixada da Guiné Equatorial em Lagos, Nigéria, em 1968, sendo transferida, em 1971, como adida cultural para a embaixada em Addis Abeba.
Morgades Besari retornou à Espanha, em 1973, e foi nomeada pelo governo como professora de literatura no Colégio Missionário Franciscano em Tetuão, Marrocos. Tornou-se Catedrática em Inglês e Literatura no Instituto Reyes Catolicos em Vélez-Málaga em 1975. Besari retornou à Guiné Equatorial em 1986, e foi nomeada Secretária-Geral do polo da Guiné Equatorial da Universidade Nacional de Educação à Distância. Foi nomeada ainda como Ministra de Investigação Científica da Guiné Equatorial, em 1988, e Diretora da Escola Nacional de Agricultura em 1992.
Morgades Besari tornou-se diretora do jornal El Correo Guineoecuatoriano, em 2000, e foi eleita presidente da Associação de Imprensa da Guiné Equatorial em 2003.
Em 2005, foi nomeada vice-reitora da Universidade Nacional da Guiné Equatorial. Ela deixou suas funções em 2010, quando foi nomeada Correspondente Acadêmica da Real Academia Espanhola, participando da estruturação da Academia Equato-guineana da Língua Espanhola , tornando-se sua patrona número um. Colaborou com a ONG Macoelanba para oferecer bolsas de estudo para estudantes do sexo feminino.
Em 2010 ganhou o Prêmio Internacional Dom Quixote de la Mancha, por sua obra Antígona.
Morreu de causas naturais em sua casa em 10 de outubro de 2019.

### Vida pessoal
Besari foi casada com o embaixador Samuel Ebuka entre 1965 e 2019 (até seu falecimento), com quem teve um filho, de nome Samuel Ebuka Morgades.

## Obras literárias
- Antígona (1991)[6]
- La puesta en escena de Antigona (2004)
- El español en Guiné Equatorial (2004)
- Los criollos de Guinea Ecuatorial (2007)
- Diccionario Español-Fang (2014).
- Introducción al pidgin de Guinea Ecuatorial (2016).